# J.A.R.
J.A.R. er en sang med Green Day. Den optrådte først på soundtracket til filmen Angus fra 1995 og sidenhen på opsamlingsalbummet International Superhits!. Titlen er et akronym af Jason Andrew Relva, Mike Dirnts afdøde barndomsven. Sangen er den mest kendte sang skrevet af Dirnt.
| Musik | Spire Denne musikartikel er en spire som bør udbygges. Du er velkommen til at hjælpe Wikipedia ved at udvide den. |